# Liste der Wappen in der Provinz Cuneo Orte A bis Me
Die Liste der Wappen in der Provinz Cuneo A bis Me beinhaltet alle in der Wikipedia gelisteten Wappen der Orte mit dem Anfangsbuchstaben A bis Me in der Provinz Cuneo in der Region Piemont in Italien. In dieser Liste werden die Wappen mit dem Gemeindelink angezeigt.

## Wappen der Provinz Cuneo

Provinz Cuneo
Lage von Cuneo

## Wappen der Gemeinden der Provinz Cuneo Orte A – Me

Acceglio
Aisone
Alba
Albaretto della Torre
Alto
Argentera
Arguello
Bagnasco
Bagnolo Piemonte
Baldissero d’Alba
Barbaresco
Barge
Barolo
Bastia Mondovì
Battifollo
Beinette
Bellino
Belvedere Langhe
Bene Vagienna
Benevello
Bergolo
Bernezzo
Bonvicino
Borgo San Dalmazzo
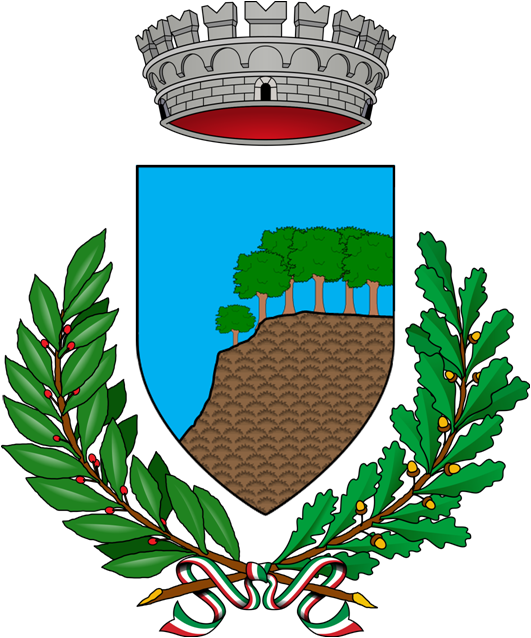
Borgomale
Bosia
Bossolasco
Boves
Bra
Briaglia
Briga Alta
Brondello
Brossasco
Busca
Camerana
Canale
Canosio
Caprauna
Caraglio
Caramagna Piemonte
Cardè
Carrù
Cartignano
Casalgrasso
Castagnito
Casteldelfino
Castelletto Stura
Castelletto Uzzone
Castellinaldo
Castellino Tanaro
Castelmagno
Castelnuovo di Ceva
Castiglione Falletto
Castiglione Tinella
Castino
Cavallerleone
Cavallermaggiore
Celle di Macra
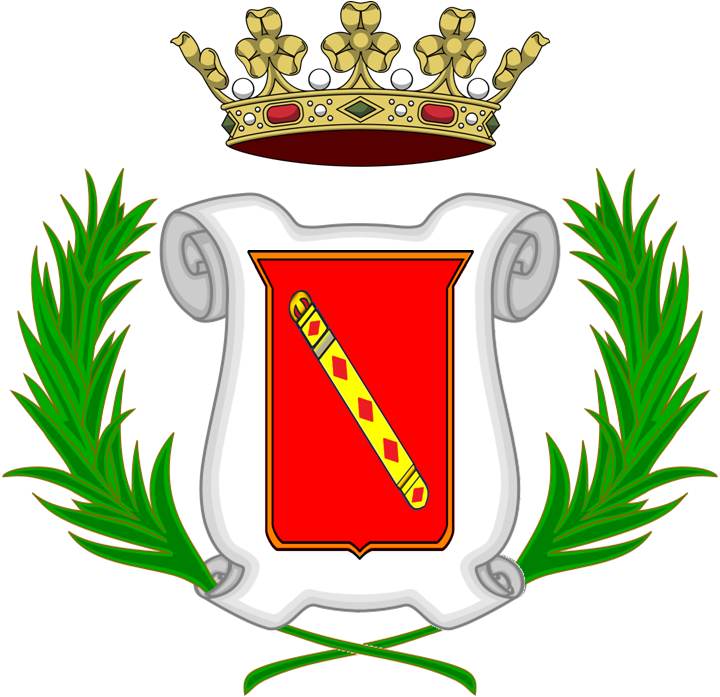
Centallo
Ceresole Alba
Cerretto Langhe
Cervasca
Cervere
Ceva
Cherasco
Chiusa di Pesio
Cigliè
Cissone
Clavesana
Corneliano d’Alba
Cortemilia
Cossano Belbo
Costigliole Saluzzo
Cravanzana
Crissolo
Cuneo
Demonte
Diano d’Alba
Dogliani
Dronero
Elva
Entracque
Envie
Farigliano
Faule
Feisoglio
Fossano
Frabosa Soprana
Frabosa Sottana
Frassino
Gaiola
Gambasca
Garessio
Genola
Gorzegno
Gottasecca
Govone
Grinzane Cavour
Guarene
Igliano
Isasca
La Morra
Lagnasco
Lequio Berria
Lequio Tanaro
Lesegno
Levice
Limone Piemonte
Lisio
Macra
Magliano Alfieri
Magliano Alpi
Mango
Manta
Marene
Margarita
Marmora
Marsaglia
Martiniana Po
Melle

## Wappen der Gemeinden der Provinz Cuneo Orte Mo – Z
- Liste der Wappen in der Provinz Cuneo Orte Mo bis Z